# Castell de Foixà
El castell de Foixà és un edifici del municipi del mateix nom (Baix Empordà), declarat bé cultural d'interès nacional. Fou el centre d'una baronia, dita varvassoria, que la família d'aquest nom tingué en feu pels comtes d'Empúries.

## Història
El primer senyor varvassor fou Guillem de Foixà (mitjan segle xii), succeït pels seus fills Bernat, que morí sense descendència, i Arnau, la signatura del qual (Arnaldi de Fuxano) figura al Liber feudorum maior en documents del 1192, 1199 i 1200. És versemblant que aquest senyor, que el 1212 era marmessor del vescomte Jofre de Rocabertí, ja tingués un castell, les primeres referències del qual apareixen les Rationes decimarum dels anys 1279 i 1280: pro capella castri de Fuxano.
El seu fill Bernat II (mort vers el 1259) tenia en feu pel bisbe de Girona, els delmes del castell de Foixà, de Gaüses i Viladasens. El seu germà Arnau fou senyor de Cornellà, feu que passà després al seu nebot Arnau II (†1292), fill de Bernat II, que vengué els seus drets sobre Gaüses a Arnau de Saminyana, amb l'aprovació dels seus germans. Es casà amb la germana de Ponç de Gualba, bisbe de Barcelona, i fou també senyor de l'Armentera. El seu fill Alemany de Foixà i de Gualba va participar en la campanya d'Almeria (1309-1310) al costat de Jaume II, i fou veguer de Barcelona i el Vallès (1311).
El seu fill Bernat Guillem de Foixà i de Saportella (†1362) participà en l'expedició a Sardenya al costat de l'Infant Alfons i fou tutor de les filles de Dalmau Ramon de Xatmar i de Berenguer, fill de Bernat d'Orriols, senyora d'Albons. El 1383, el seu fill Bernat Alemany de Foixà i de Porqueres, casat amb Caterina d'Orriols i d'Albons, va haver de suportar l'atac contra el castell del comte Joan I d'Empúries. El setge, segons Santiago Sobrequés, fou molt dur, ja que els atacants feren ús de bombardes, que projectaven bales de pedra, bastides mòbils i altres ginys de guerra. El rei Pere el Cerimoniós intervingué a favor de Bernat Alemany, cosí de la muller del rei, i el comte d'Empúries hagué de rescabalar-lo pels danys que li havia causat.
El seu fill Arnau de Foixà i d'Orriols (mort cap al 1432), fou senyor de l'Armentera, lloc cedit per Ramon de Xatmar per una qüestió de censals. Casat amb Beatriu de Boixadors, fou succeït pel seu fill Bernat Guillem de Foixà i de Boixadors, que el 1439 hagué de retornar l'Armentera a Ramon de Xatmar per una sentència reial. El seu fill Lluís Benet de Foixà-Boixadors i de Cruïlles fou rebel a Joan II durant la Guerra Civil catalana i els seus béns foren confiscats i donats al seu cunyat Juan de Salcedo. La vídua d'aquest, Elisabet de Foixà-Boixadors, els donà al castlà d'Amposta, però el rei li retornà el feu, que comprenia també el castell de Boixadors (1478-1480). Lluís Benet fou succeït pel seu fill Joan de Foixà-Boixadors i de Santmiquel, i aquest pel seu fill Bernat Alemany de Foixà-Boixadors i de Cruïlles, que tingué un litigi amb el comte d'Empúries perquè el lloctinent general de Catalunya havia embargat la jurisdicció de Foixà (1529). El succeí el seu fill Galceran de Foixà-Boixadors i d’Escales (†1601), que guanyà el litigi pel castell de Boixadors amb Gaspar de Vilanova, net d'Aldonça de Foixà-Boixadors i de Santmiquel. Va tenir una única filla, Jerònima de Foixà-Boixadors i de Xetmar (†1622), que el 1590 es va casar amb Sever de Salbà i de Vallseca i fou succeïda pel seu fill Galceran de Foixà-Boixadors-Salbà (mort cap al 1639).
Fou succeït pel seu fill Tomàs de Foixà Boixadors-Salbà i de Xetmar, i aquest pel seu germà Bernat, que també morí sense descendència. Aleshores, la successió passà a Vicenç Domènec de Xetmar i de Copons, besnet d'Agnès de Salbà, filla de Jerònima, que adoptà el cognom Foixà-Boixadors. El seu fill Joan Francesc de Foixà-Boixadors i de Copons (†1800), fou pare d'Ignasi de Foixà-Boixadors i de Balay de Marignac, que fou succeït pel seu fill, el tinent coronel Narcís de Foixà i d'Andreu (†1843), i aquest fou pare del també tinent coronel Narcís de Foixà i de Miquel (†1866), que fou nomenat de comte de Foixà. El seu fill Enric de Foixà i de Bassols (†1910), fou governador civil de Ciudad Real i es casà amb la marquesa d'Armendáriz. El seu net fou l'escriptor i diplomàtic Agustí de Foixà i Torroba (†1959), quart comte de Foixà i marquès d’Armendáriz, succeït per la seva filla Neus de Foixà i Larrañaga.
A finals del segle xix, la capella i el palau van ser reformats i durant el segle xx es va anar deteriorant, fins que el 1972 va ser adquirit per l'interiorista Antoni Bonamusa, que el va restaurar completament.

## Arquitectura
La població de Foixà està dividida per la riera de Foixà en dos nuclis principals: un és el de l'església, i a l'altre, el castell al cim d'un turó allargat artificialment cap al nord, des d'on es dominen gran part de les terres de l'antic comtat d'Empúries.
Les parts més antigues del recinte, construïdes al segle xiii, són una capella dedicada a sant Marc, en l'angle sud-est una torre semicircular que en la seva part inferior es converteix en l'absis de la capella, un talús, i la muralla del recinte, que encercla el barri de la Vila. A l'interior de la capella, uns grans esvorancs assenyalen el lloc on hi havia uns sepulcres gòtics: una làpida de Bernat Guillem de Foixà, mort el 1362, amb la figura jacent del cavaller, i un sarcòfag de Guillem de Foixà, mort el 1459 i el seu fill fra Alemany (†1476). Aquests sepulcres es troben avui a l'església de Nostra Senyora de l'Esperança a S'Agaró.
També dins del recinte es dreça un palau format per dos cossos en forma de «T». La façana principal del palau té una portada adovellada amb l'escut dels Foixà (del segle xix). A l'interior, es destaquen dues petites estances, cobertes amb volta de canó, que hom anomena la Presó. També són notables les cavallerisses, el celler i nombroses sales cobertes amb volta d'aresta. La volta de la cuina és de forma de palmera.